# Еторе Марселино Домингез
Еторе Марселино Домингез (порт. Heitor Marcelino Domingues; Сао Пауло, 20. децембар 1898 — Сао Пауло, 21. август 1972) био је бразилски фудбалски нападач који је играо за Бразил на Копа Америка 1919 и Копа Америка 1922.
Еторе је био син шпанских имиграната. Тренирао је за млади тим Американо 1915. године, а већ следеће сезоне прелази у први тим. Исте године потписао га је Палмеирас (Палестра Италија) где је остао шеснаест сезона. Током 1920. године водио је Палмеирас (Палестра Италија) до прве државне титуле. Голгетерски рекорд, са седам голова, је достигао 1923. године играјући за Парана репрезентацију.
У периоду 1926-1927 успео је да освоји два првенства, један у Сао Паулу, а други, Куп Балор, утакмицом између Рио де Јанеира и Сао Паула. 

## Успеси
- Палмеирас
  - Лига Паолиста: 1920, 1926, 1927
- Национални тим
  - Копа Америка: Копа Америка 1919, Копа Америка 1922.